# Ninna nanna della guerra
Ninna nanna della guerra è una canzone basata sui versi scritti da Trilussa nell'ottobre del 1914 all'inizio della prima guerra mondiale. La musica è invece ripresa dall'aria di una canzone popolare piemontese intitolata Feramiù (ossia rottamaio ambulante), di cui non si conosce l'autore.

## La storia e il testo
er pupetto vò la zinna: 

dormi, dormi, cocco bello, 

sennò chiamo Farfarello 

Farfarello e Gujermone 

che se mette a pecorone, 

Gujermone e Ceccopeppe 

che se regge co le zeppe, 

co le zeppe d'un impero 

mezzo giallo e mezzo nero. 

Ninna nanna, pija sonno 

ché se dormi nun vedrai 

tante infamie e tanti guai 

che succedeno ner monno 

fra le spade e li fucili 

de li popoli civili 

Ninna nanna, tu nun senti 

li sospiri e li lamenti 

de la gente che se scanna 

per un matto che commanna; 

che se scanna e che s'ammazza 

a vantaggio de la razza 

o a vantaggio d'una fede 

per un Dio che nun se vede, 

ma che serve da riparo 

ar Sovrano macellaro. 

Chè quer covo d'assassini 

che c'insanguina la terra 

sa benone che la guerra 

è un gran giro de quatrini 

che prepara le risorse 

pe li ladri de le Borse. 

Fa la ninna, cocco bello, 

finchè dura sto macello: 

fa la ninna, chè domani 

rivedremo li sovrani 

che se scambieno la stima 

boni amichi come prima. 

So cuggini e fra parenti 

nun se fanno comprimenti: 

torneranno più cordiali 

li rapporti personali. 

E riuniti fra de loro 

senza l'ombra d'un rimorso, 

ce faranno un ber discorso 

su la Pace e sul Lavoro 

pe quer popolo cojone 

risparmiato dar cannone!»
Scritta all'inizio della prima guerra mondiale, la composizione di Trilussa si differenzia dal consueto stile ironico e bonario del poeta romano ed è una vera e propria invettiva. La ninna-nanna ebbe successo immediato e diventò una canzone popolare soprattutto a Torino. 
Il testo della poesia era stato pubblicato dai giornali socialisti piemontesi durante la guerra; il 9 gennaio 1921 fu ripreso da "L'Ordine Nuovo" di Antonio Gramsci, con una nota di Palmiro Togliatti che ne confermava l'ampia diffusione almeno a partire dal 1917.
Nel testo sono presenti diversi riferimenti a governanti e personaggi della tradizione popolare, fra cui:
- Farfarello: diavolo di antica tradizione popolare, citato anche da Dante nella Divina Commedia.
- Gujermone: Guglielmo II di Germania (1859–1941), imperatore di Prussia e Germania, considerato fra i principali responsabili dell'inizio della prima guerra mondiale.
- Ceccopeppe: Francesco Giuseppe I d'Austria, in Italia chiamato Cecco Beppe: con la sua aggressione alla Serbia diede l'avvio alla guerra.
- sovrano macellaro: probabilmente è da intendersi un sovrano generico, piuttosto che il Re d'Italia, in pessimi rapporti con la Chiesa.
- cuggini: Francesco Giuseppe e Vittorio Emanuele II di Savoia erano doppiamente cugini di secondo grado, avendo in comune quattro bisnonni. Cuggini si riferisce anche al fatto che il re d'Inghilterra fosse cugino, attraverso la nonna regina Vittoria, del kaiser e della zarina e, attraverso il nonno Cristiano IX di Danimarca, dello zar. Lo zar e il kaiser avevano un bisnonno e un trisavolo in comune. In generale si riferisce al fatto che attraverso la regina Vittoria e il re Cristiano IX quasi tutte le monarchie d'Europa fossero imparentate.

Quer popolo cojone: il popolo italiano, che non si rende conto (o è disposto ad accettarlo) che dietro alla guerra ci sono grandi interessi economici ("che prepara le risorse pe li ladri delle borse").

## Incisioni e interpretazioni
- Maria Monti nell'album Le canzoni del no (1964)
- I Gufi nell'album I Gufi cantano due secoli di Resistenza (1965)
- Claudio Baglioni nell'album E Tu (1974)
- Anna Identici nell'album Adesso sembra solo una speranza (1973)